# Shawwal
Shawwal (en árabe, شوّال šawwāl) es el décimo mes del calendario islámico. Tiene 29 días.

## Coincidencia con el calendario gregoriano
El calendario islámico es lunar. Los meses comienzan cuando es visible el primer cuarto creciente después de la luna nueva, es decir, un par de días después de esta. El año en el calendario lunar es once o doce días más corto que en el calendario solar, por lo que las fechas del calendario musulmán no coinciden todos los años con las fechas del calendario gregoriano, de uso universal, dando la impresión de que el año musulmán se desplaza sobre el año cristiano.

## Eventos
- Del 1 al 3 se celebra Eid al-Fitr.
- El 15 de shawwal los chiíes conmemoran el martirio de su sexto imam, Yá'far as-Sádiq.
- El 17 de shawwal es el aniversario de la derrota musulmana en la batalla de Uhud contra los politeístas de La Meca (en los primeros tiempos del islam).

- Datos: Q685440
- Multimedia: Shawwal / Q685440